# Frau im Steinbruch von Berkshire
Die Frau im Steinbruch von Berkshire ist eine mindestens 35 Jahre alte Frau, die etwa vor 4500 Jahren gelebt hat. Gefunden wurden ihre Knochenreste in der Kingsmead Quarry in Horton bei Windsor in Berkshire durch Wessex Archaeology. Um den Hals trug sie eine Kette aus Goldröhrchen und schwarzen Lignitscheiben. Auf ihrer Hüfte lag ein Glockenbecher. In der Umgebung wurden Knöpfe aus Bernstein mit V-förmiger Durchbohrung gefunden. Es handelt sich um eine Hockerbestattung mit dem Kopf nach Süden.
Das Grab wurde durch den Glockenbecher und die anderen Beigaben in die Glockenbecherkultur datiert.
Die Ausgrabungen wurden durch den Steinbruchbetreiber CEMEX finanziert. Vom Fundort sind auch frühneolithische Häuser bekannt.